# Yang Dongsheng
Yang Dongsheng is een Tibetaans-Chinees politicus.
Dongsheng ging naar de Partijschool van de Communistische Partij van China in Yan'an in 1937.
Tussen 1981 en 1983 was hij voorzitter van het Volkscongres van de Tibetaanse Autonome Regio. Hij voerde enkele hervormingen door. Zijn voorganger en opvolger waren in beide gevallen Ngabo Ngawang Jigme.